# Albert Göring
Pour les articles homonymes, voir Goering (homonymie).
Albert Göring (ou Goering) (9 mars 1895 – 20 décembre 1966) est un homme d'affaires allemand puis autrichien, connu pour avoir aidé des Juifs et des dissidents à survivre en Allemagne lors de la Seconde Guerre mondiale.
Son frère ainé, Hermann Göring, fut chef de la Luftwaffe et le plus haut membre du NSDAP à être condamné par le Tribunal de Nuremberg pour crimes de guerre.

## Biographie
Albert Göring, né à Berlin-Friedenau, est le fils d'Heinrich Ernst Göring et de son épouse Franziska. La famille Göring vivait avec le chevalier Hermann Epenstein Ritter von Mauternburg, dans ses châteaux de Veldenstein et Mauterndorf. Heinrich Göring s'absentant régulièrement de sa famille, ce fut le chevalier Epenstein Ritter von Mauternburg, financier allemand d'origine juive, mais converti au christianisme, qui éleva en grande partie les enfants Göring.
Selon l'écrivain Leonard Mosley qui, effectuant des recherches sur la famille Göring, en interrogea certains membres, Epenstein, parrain de Hermann à qui il a donné son prénom, aurait commencé une longue liaison avec Franziska environ un an avant la naissance d'Albert. La forte ressemblance physique entre cet aristocrate allemand et Albert laisse supposer qu'ils furent père et fils. Si cela est vrai, alors Albert Göring était d'ascendance juive par son grand-père paternel.
Avant l'arrivée des nazis au pouvoir en 1933, Albert s'engagea dans la voie de la cinématographie. Cependant, contrairement à son frère Hermann qui était un membre privilégié du parti, Albert méprisa le nazisme et sa violence.

### Exil en Autriche

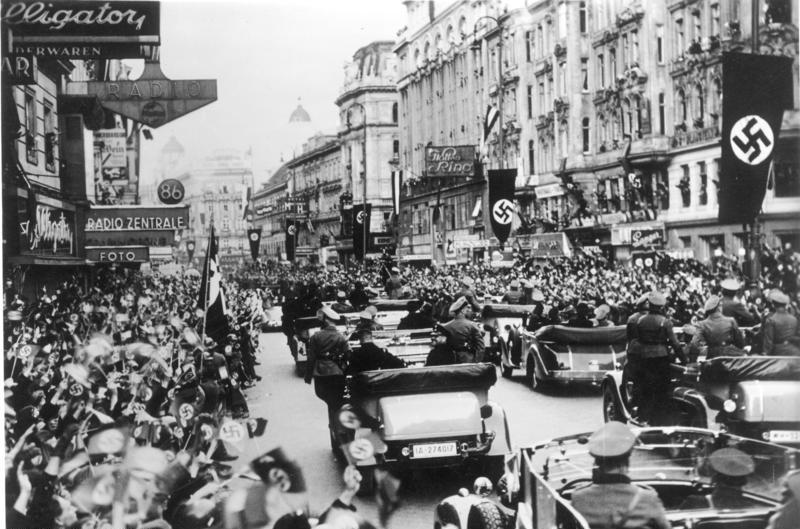
Arrivée des nazis pendant l'Anschluss à Vienne en 1938.

S'exilant à Vienne, il obtient la nationalité autrichienne. Il n'y cache pas ses convictions antinazies : « J'ai un frère qui s'est acoquiné avec ce salopard d'Hitler et, s’il continue comme ça, cela finira mal pour lui… Je crache sur Hitler, sur mon frère et sur tout le régime nazi. » Cependant, le Troisième Reich annexe l'Autriche en 1938 qui se transforme en simple province allemande sous le nom d'Ostmark et Albert redevient citoyen allemand.
À la suite de cette annexion, l'antisémitisme s'intensifie dans le territoire autrichien.
Il est rapporté qu'à une occasion, peu après l'Anschluss, alors que les Juifs autrichiens étaient persécutés, Albert se mit à quatre pattes pour se joindre à un groupe de vieilles femmes juives contraintes par des soldats allemands de la Schutzstaffel à récurer les pavés de la rue à la brosse à dents. L'officier SS chargé de cette opération humiliante se rendit rapidement compte qu'il s'agissait du frère du puissant Hermann Göring et ordonna dès lors l’arrêt du nettoyage.

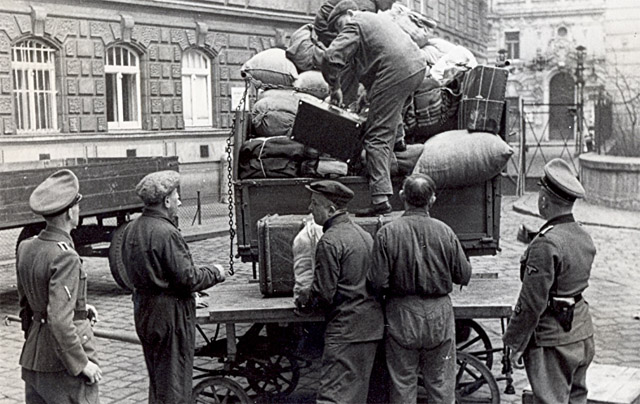
Déportation de Juifs autrichiens (1942).

À un autre moment, il aide la propriétaire d'un magasin de couleurs à s'enfuir, après qu'on l'eut obligée à se mettre dans sa vitrine avec une pancarte « Je suis une sale juive » autour du cou. Il s'est également rendu aux camps de Dachau et Theresienstadt, pour faire libérer des amis juifs, signant de son seul nom de famille. Albert Göring joua également de son influence pour libérer son patron juif, Oskar Pilzer (de), après son arrestation par les nazis. Il a alors aidé Pilzer et sa famille à quitter l'Allemagne. Il a agi de même avec d'autres dissidents.
Lorsqu'il fut nommé directeur des exportations des usines Škoda en Tchécoslovaquie, il intensifia son activité anti-nazie. Il encouragea des actes mineurs de sabotage et établit des contacts avec la résistance tchèque. À plusieurs reprises, Albert contrefit la signature de son frère sur des documents de transit afin de permettre à certains dissidents de fuir le régime. Lorsqu'il fut lui-même arrêté pour ces agissements, il utilisa la notoriété de son frère pour être libéré. Albert Göring requit des travailleurs forcés et organisa des détournements de convois de camions dont la destination était des camps de concentration. Ces camions s'arrêtèrent dans des endroits isolés afin de permettre à leurs occupants de prendre la fuite. Selon László Kovács, son médecin personnel, Albert Göring aurait affirmé : « Je défie Hitler, mon frère et tous les nationaux-socialistes ! »

### Attitude durant l'occupation alliée
À la fin des hostilités, Albert choisit de se livrer de lui-même aux autorités américaines d'occupation, le 9 mai 1945. Il fut interrogé par le tribunal de Nuremberg (les psychiatres de l'armée américaine qui l'interrogèrent diront qu'il était une « personnalité difficile à saisir »). Toutefois, un grand nombre des individus qu'il avait aidés au cours de précédentes années vinrent témoigner pour sa défense et il fut relâché. En 1947, Albert Göring fut également arrêté par les Tchèques et à nouveau relâché, une fois que l'étendue et la nature de ses activités furent déterminées (les anciens ouvriers de Skoda révélèrent ses actes de sabotage, dont Ernst Neubach qui évoque des « centaines d'hommes et de femmes qui ont échappé à la Gestapo, aux camps de concentration et aux bourreaux » grâce à lui).
Une des dernières requêtes d'Hermann Göring avant son suicide par empoisonnement (les deux frères sont tous les deux incarcérés à la prison d'Augsburg) fut que son frère s'occupât de sa fille.
Dans un article publié en 1962, « Mon ami Göring », Ernst Neubach, l'un de ses amis juifs, rapportera ses propos et actes de résistance, citant notamment plusieurs témoignages dont ceux d'Oscar Pilzer. À noter qu'Albert Göring n'a laissé aucun écrit expliquant ses motivations de résistance.

### Fin de vie
Albert Göring, qui gardera son nom de famille jusqu'à sa mort, retourna en Allemagne après la guerre, mais il fut renié et mis à l'écart à cause de son nom. Il trouva des emplois occasionnels d'écrivain et de traducteur, vivant dans un modeste appartement loin des splendeurs de son enfance. Il mourut en 1966 sans voir son activité de résistance publiquement et pleinement reconnue.

### Après sa mort
En 2010, Edda Göring fait une déclaration à propos de son oncle Albert Göring : « Il pouvait certainement aider les gens dans le besoin lui-même financièrement et de par son influence personnelle, mais dès qu'il a été nécessaire de faire appel à une autorité supérieure ou aux fonctionnaires, il devait avoir le soutien de mon père, ce qu'il a réussi à avoir. » Le témoignage de la nièce d'Albert Göring doit cependant être reconsidéré dans le sens que celle-ci n'avait qu'à peine sept ans à la fin de la Seconde Guerre mondiale.
En 2013, sur l'initiative d'un étudiant australien, son dossier a été à l'étude au mémorial de l'holocauste de Yad Vashem en vue de lui décerner le titre de Juste parmi les nations. En 2016, un article de presse indique que ce titre ne sera tout de même pas décerné par manque de preuves et de témoignage direct ; malgré le fait qu'il ait aidé son ancien employeur, Oskar Pilzer, et sa famille à s’enfuir d’Allemagne.

#### Livres
- (en) Leonard Mosley, The Reich Marshal: A biography of Hermann Göring, Doubleday, 1974.
- Vida Goldgar, Le Göring qui sauva des juifs, Jewish Times, Atlanta, 2000.
- François Guéroult, L'autre Goering, Éditions Infimes, 2017.
- Marie Geffray, Göring, mon frère, Éditions Le lys bleu, 2022.
- James Wyllie, Les Frères Goering. Le Nazi et le Résistant, Alisio, « Histoire », 2022, 432 p.

#### Bande dessinée
- Album, Le Frère de Göring - Tome 1 et 2, par Arnaud Le Gouëfflec (scénario) et Steven Lejeune (dessins)  (ISBN 9782344024690).

Ce diptyque se présente sous la forme d'un thriller judiciaire qui relate la vie d'Albert Göring et ses divergences avec son frère.